# John Hughlings Jackson
John Hughlings Jackson (4 de abril de 1835 - 7 de octubre de 1911) fue un neurólogo inglés que formó parte de la Royal Society.

## Biografía
Nació en Providence Green, Green Hammerton, cerca de Harrogate, Yorkshire, hijo de Samuel Jackson y Sarah Hughlings. Su madre falleció un año después de darle a luz. Tuvo tres hermanos y una hermana; sus hermanos emigraron a Nueva Zelanda, y su hermana se casó con un médico. Se educó en Tadcaster, Yorkshire, y en Nailsworth, Gloucestershire, antes de asistir a la Escuela de Medicina y Cirugía de York. Tras examinarse en el Hospital de San Bartolomé en 1856, se convirtió en médico residente del hospital de York.
En 1859 volvió a Londres para trabajar en el Metropolitan Free Hospital y en el Royal London Hospital. En 1862 fue nombrado médico asistente, y en 1869 médico del Hospital Nacional de parálisis y epilepsia de Queen Square, Londres (actualmente, el Hospital Nacional de Neurología y Neurocirugía). En 1874 obtuvo la plaza de médico en el Royal London Hospital. Durante este tiempo se labró una reputación como neurólogo. Fue elegido miembro de la Royal Society en el año 1878.
Jackson falleció en Londres el 7 de octubre de 1911, y sus restos descansan en el cementerio Highgate.

## Ciencia e investigación
Jackson fue un pensador innovador, así como un escritor lúcido y prolífico, si bien en algunas ocasiones algo repetitivo. Aunque su rango de intereses fue amplio, por lo que más se le recuerda es por haber realizado las primeras contribuciones al diagnóstico y la comprensión de la epilepsia en todas sus formas y variaciones. Al modo de caminar característico de ciertas crisis motoras se denomina "marcha jacksoniana", y también describió el estado de fuga que tiene lugar en las crisis psicomotoras de origen temporal. Sus trabajos sobre esta última forma de epilepsia pocas veces han sido mejorados en lo que se refiere a sus detalladas descripciones clínicas, o a su análisis de las relaciones existentes entre la epilepsia psicomotora y ciertos patrones de automatismos, así como otros trastornos mentales y comportamentales.
En su juventud, Jackson se interesó por ciertos aspectos conceptuales, y se cree que en 1859 contempló la idea de abandonar la medicina para dedicarse a la filosofía. Así, una parte importante de su obra se refiere a la organización evolutiva del sistema nervioso, para el que propuso tres niveles: un nivel inferior, un nivel medio, y un nivel superior. En el nivel inferior, los movimientos se representarían en su forma menos compleja; estos centros se encontrarían en la médula espinal. El nivel medio consistiría en la llamada área motora de la corteza, y los niveles motores superiores se localizarían en el área prefrontal.
Los centros de nivel superior inhibirían a los inferiores, y si sufrieran daños, provocaría síntomas «negativos» (debidos a una ausencia de función). Los síntomas «positivos» estarían causados por la liberación funcional de los centros inferiores, que no se verían inhibidos por los superiores. Jackson denominó a este proceso «disolución», un término que tomó prestado de Herbert Spencer. La distinción entre sintomatología positiva y negativa la tomó de los trabajos de Sir John Reynolds.
La influencia de las ideas de Jackson se ha hecho notar más en muchos psiquiatras y psicólogos continentales (por ejemplo, Ribot, Janet, Freus o Ey) que en sus homólogos británicos. Durante los años 80, la distinción entre síntomas positivos y negativos se puso de moda al aplicarse a la sintomatología de la esquizofrenia.

### Metodología
Jackson no tuvo a su disposición las modernas y sofisticadas tecnologías de neuroinvestigación de que se dispone hoy día, por lo que tuvo que hacer uso de su capacidad de observación clínica y lógica deductiva. Algunos de sus eminentes sucesores en el campo de la neurología británica han criticado muchas de sus teorías y conceptos, pero como Sir Francis Walshe señaló en 1943 al respecto de su trabajo, «...cuando se descarta todo lo obsoleto o irrelevante, permanece un abundante tesoro de perspicacia fisiológica que no podemos ignorar».
En su investigación sobre la corteza motora, Otfrid Foerster cita exclusivamente a Hughlings Jackson en referencia al descubrimiento inicial (aunque sin pruebas fehacientes) de que el cerebro era la fuente de las señales motoras neurológicas.

## Contribuciones
Junto a sus amigos y eminentes neuropsiquiatras, Sir David Ferrier y Sir James Crichton-Browne, Jackson fundó la prestigiosa publicación científica Brain, dedicada a la interacción entre la neurología clínica y la experimental, y que aún se publica en la actualidad. Su número inaugural vio la luz en el año 1878.
En 1892, Jackson se convirtió en uno de los miembros fundadores de la National Society for the Employment of Epileptics (actualmente, la National Society for Epilepsy), junto a Sir William Gowers and Sir David Ferrier.
Oliver Sacks ha citado en reiteradas ocasiones a Jackson como una fuente de inspiración para su trabajo en el área de la neurología.